# Vibrissa

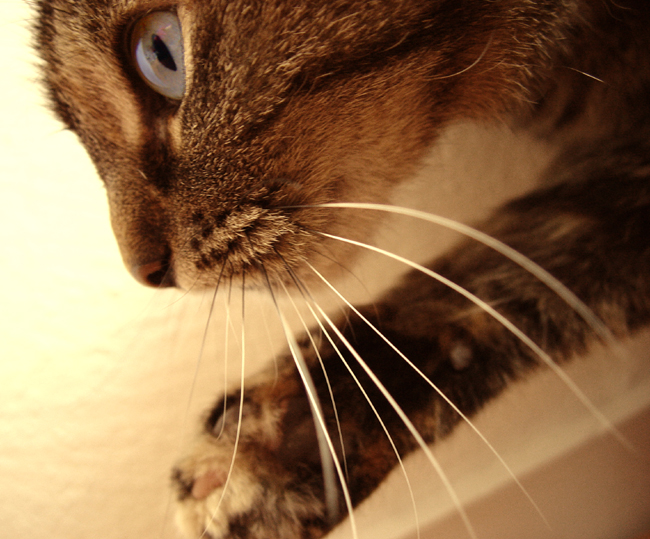
Els bigotis d'un gat domèstic són vibrisses.

Les vibrisses són pèls especialitzats, generalment utilitzats per al sentit del tacte, però també poden ser les plomes rígides que alguns ocells tenen a prop de la boca. Les vibrisses creixen normalment al voltant dels narius, sobre els llavis, i en altres parts de la cara de la majoria de mamífers, així com a les potes davanteres i peus d'alguns animals. Les vibrisses solen ser més gruixudes i rígides que altres tipus de pèl.